# トーカロ
トーカロ株式会社は、兵庫県神戸市中央区に本社を置く溶射などの表面改質（表面処理）を主体とする金属加工会社である。JPX日経中小型株指数の構成銘柄の一つ。

## 沿革
- 1951年 - 神戸市で東洋カロライジング工業株式会社として発足。
- 1958年 - 金属溶射分野の研究開始。
- 1959年 - 東京工場を新設。
- 1960年 - 金属溶射部門の本格営業を開始。
- 1969年 - 小倉工場を新設。
- 1980年 - CDC-ZACコーティングの操業を開始。
- 1981年 - トーカロ株式会社に商号変更。北関東営業所を開設。PTAプロセスの操業開始。
- 1985年 - 海外企業への技術供与開始。
- 1996年 - 店頭公開。資本金7億9,514万円。当時の証券コードは5961。
- 1999年 - 東京工場でISO9002の認証を取得。 明石工場でISO9002の認証を取得。
- 2001年 - 1月30日〜3月5日の期間、ジャフコがTOBを行い、トーカロはジャフコの子会社になった。8月1日付けで店頭登録を廃止。
- 2003年12月19日 - 東京証券取引所市場第二部に上場。
- 2004年 - 日本コーティングセンター株式会社の全株式を取得。
- 2005年3月1日 - 東京証券取引所市場第一部に指定替え。
- 2006年 - 東華隆（広州）表面改質技術有限公司 本格操業開始。
- 2008年 - 名古屋工場において航空宇宙品質マネジメントシステム JIS Q 9100の認証を取得。
- 2009年 - 明石工場で工場棟を新設し、薄膜製造装置を増設。  明石工場でISO14001認証を取得。
- 2011年 - 宮城技術サービスセンターを新設。中華人民共和国江蘇省崑山市に東賀隆（崑山）電子有限公司を設立。中華民国（湾）台南市に漢泰国際電子股份有限公司を設立
- 2014年 - 名古屋工場で「Nadcap」の認証を取得。神戸工場を神戸市東灘区から神戸市西区へ移転。明石工場において航空宇宙品質マネジメントシステム JIS Q9100の認証を取得。
- 2015年 - 名古屋工場を名古屋市緑区から愛知県東海市へ移転。 米国カリフォルニア州にTOCALO USA,Inc.を設立。
- 2017年 - インドネシアにPT.TOCALO SURFACE TECHNOLOGY INDONESIAを設立。本社を神戸市東灘区から神戸市中央区へ移転。明石工場で「Nadcap」の認証を取得。
- 2022年 - 水島工場を倉敷市松江から倉敷市児島宇野津へ移転。倉敷工場に改称。

## 事業所
- 本社 - 兵庫県神戸市中央区港島南町
- 溶射技術開発研究所 - 兵庫県明石市二見町南二見
- 明石工場 - 兵庫県明石市二見町南二見
- 明石第二工場 - 兵庫県明石市二見町南二見
- 明石第四工場 - 兵庫県明石市二見町南二見
- 東京工場行田事業所 - 千葉県船橋市行田
- 東京工場鈴身事業所 - 千葉県船橋市鈴身町
- 宮城技術サービスセンター - 宮城県黒川郡大郷町
- 名古屋工場 - 愛知県東海市名和町二番割下33番3
- 神戸工場 - 兵庫県神戸市西区見津が丘1丁目
- 倉敷工場 - 岡山県倉敷市児島宇野津
- 北九州工場 - 福岡県京都郡苅田町鳥越町
- 北関東営業所 - 群馬県太田市下浜田町
- 神奈川営業所 - 神奈川県横浜市港北区新横浜
- 山梨営業所 - 山梨県甲府市飯田
- 静岡営業所 - 静岡県富士市本市場

出典

## 再上場
かつてジャスダックに上場していたが、海外重機メーカーから同社の買収を阻止するため、経営陣とジャフコが親会社の日鐵商事から持株を買収して独立するMBOを活用して株式を非公開にした。2003年に東証2部に再上場した。

## その他
2011年7月から、兵庫県との契約によって兵庫県立明石公園第一野球場の命名権を取得。年間契約料は300万円で、契約期間中は球場の通称を「明石トーカロ球場」に変更している。